# Carruthers-Kliff
Das Carruthers-Kliff ist ein markantes Felsenkliff an der Küste von King George Island im Archipel der Südlichen Shetlandinseln. Am Ufer der Admiralty Bay bildet es die Südsüdostflanke des Vauréal Peak. Es ragt 180 m hoch auf und erstreckt sich über eine Länge zwischen 65 und 77 m landeinwärts. 1996 entdeckten Wissenschaftler Holz- und Blattfossilien am Fuß des Kliffs.
Namensgeber der am 15. Februar 1998 durch das UK Antarctic Place-Names Committee vorgenommenen Benennung des Kliffs ist der britische Stratigraphiegeologe und Paläontologe Robert George Carruthers (1880–1965) vom British Geological Survey, nach dessen Auffassung die Moränenablagerungen in Großbritannien auf einen singulären Gletschervorstoß zurückzuführen sind.